# گردان‌های جنین
گردان‌های جنین (به عربی: کتیبة جنین)، گروه مبارز فلسطینی است. این سازمان در سال ۲۰۲۱ توسط جمیل العموری، یکی از مبارزان جهاد اسلامی فلسطین (PIJ) در جنین تأسیس شد. این سازمان در اردوگاه پناهندگان جنین در شمال کرانه باختری مستقر است.

## تاریخچه و پیشینه
گردان‌های جنین، که گمان می‌رود جمیل العموری قبل از مرگ او در ژوئن ۲۰۲۱ در اردوگاه آوارگان جنین تأسیس شده بود، این گردان اولین بار پس از مشارکت آنها در آزادسازی اسرای فلسطینی از زندان گیلبوآ اسرائیل در ۶ سپتامبر ۲۰۲۱ گزارش شد.

## فعالیت‌ها
گردان‌های جنین درگیر درگیری مسلحانه با نیروهای اسرائیلی شده‌اند.

## ایدئولوژی
ادعای گردان جنین این است که آنها «گردان مقاومت» هستند. آنها به مقاومت مسلحانه دعوت می‌کنند و از مقامات فلسطینی برای شرکت در این جنبش دعوت می‌کنند.

## اعضا

### متین دابایا
متین دابایا رهبر این گروه بود. او در اکتبر ۲۰۲۲ در سن ۲۰ سالگی در جریان عملیات نظامی نیروهای اسرائیلی در اردوگاه آوارگان جنین کشته شد.

## حملات
- ربوده شدن تیران فیرو، دانش آموز ۱۷ ساله اسرائیلی دروزی[۵]